# Bizionia paragorgiae
Bizionia  paragorgiae ist eine Art von Bakterien. Es wurde von einer Koralle isoliert.

## Merkmale
Die Zellen von Bizionia  paragorgiae sind stäbchenförmig und ca. 0,4 – 0,5 µm  breit und 1,9 – 2,3 µm lang. Das Bakterium ist unbeweglich, auch eine gleitende Bewegung („twitching motility“), die bei vielen Arten der Familie Flavobacteriaceae beobachtet wird, tritt nicht auf.

## Stoffwechsel und Wachstum
Der Oxidase-Test und der Katalase-Test fällt positiv aus. Nitrat wird nicht reduziert. Wachstum findet bei NaCl-Werten von 1 – 8 % und bei Temperaturen von 4 bis 36 °C statt. Das Bakterium benötigt Sauerstoff, es ist strikt aerob. Der Stoffwechsel verläuft heterotroph, es benötigt organischen Verbindungen für die Ernährung.

## Taxonomische Merkmale
Die drei wichtigsten Fettsäuren sind die verzweigten Fettsäuren mit jeweils 15 Kohlenstoffatomen (Pentadecansäuren) iso-C15:0 (systematischer Name: iso-Pentadecansäure, 13-Methyltetradecansäure), anteiso-C15:0 (anteiso-Pentadecansäure, 12-Methyltetradecansäure), und iso-C15:1 (eine 15 Kohlenstoffsäure mit einer Doppelbindung). Das wichtigste Atmungschinon ist Menachinon-6. Das wichtigste polare Lipid ist Phosphatidylethanolamin. Der Gramtest fällt negativ aus.

## Ökologie
Das Bakterium wurde im Meer von einer Koralle der Art Paragorgia arborea isoliert. Die Koralle wurde hierbei gezielt auf Bakteriengemeinschaften untersucht. Der Fundort lag in einer Tiefe von 150 m im Ochotskischen Meer.

## Systematik
Bizionia paragorgiae wurde im Jahr 2005 von Olga I. Nedashkovskaya und Mitarbeitern beschrieben. Es ist die Typusart der Gattung Bizionia. Es wird zu der Familie der Flavobacteriaceae gestellt, welche wiederum zu der Abteilung der Bacteroidetes zählt.

## Etymologie
Der Gattungsname wurde zu Ehren des italienischen Naturwissenschaftler Bartolomeo Bizio gewählt. Der Artname B.  paragorgiae beruht auf den Namen der Korallenart Paragorgia arborea von der das Bakterium isoliert wurde.